# Discovery (coffret de Pink Floyd)
Pour les articles homonymes, voir Discovery.
 (février 2018).
Compilations de Pink Floyd
A Foot in the Door: The Best of Pink Floyd
(2011) 1965: Their First Recordings
(2015)
Pink Floyd: Discovery est un coffret, sorti en septembre 2011, regroupant 14 des 15 albums studio (le dernier album, The Endless River, n'étant publié que trois ans plus tard, en novembre 2014) que compte la discographie du groupe de rock progressif et psychédélique britannique Pink Floyd.

## Présentation
Cette compilation, en 16 disques, lancée dans le cadre de la campagne de réédition Why Pink Floyd...? (en) de 2011-2012, présente les albums originaux dans le format Discovery Edition où chacun d'eux est remastérisé par James Guthrie — également producteur (et coproducteur de The Wall) — et accompagné d'un livret entièrement revu et contenant paroles et crédits. Certaines pochettes sont, par ailleurs, modifiées pour être sans texte.
Pour cette édition, les albums sont disponibles individuellement ou dans un coffret qui comprend également un livre de 60 pages, conçu par Storm Thorgerson, et regroupant les différentes photographies et pochettes des albums ou concerts originaux.
Le coffret entre dans le classement d'albums de nombreux pays européens où il atteint, même, dans le top 10 en Allemagne.

## Contenu
Tous les albums et leur date respective de parution originale correspondante sont donnés ci-dessous. Pour les listes de pistes, le personnel, les crédits de production et de plus amples informations, se reporter aux albums originaux.
- Disque 1 : The Piper at the Gates of Dawn (5 août 1967)
- Disque 2 : A Saucerful of Secrets (29 juin 1968)
- Disque 3 : More (27 juillet 1969)
- Disque 4 : Ummagumma (album live) (25 octobre 1969)
- Disque 5 : Ummagumma (album studio)
- Disque 6 : Atom Heart Mother (10 octobre 1970)
- Disque 7 : Meddle (30 octobre 1971)
- Disque 8 : Obscured by Clouds (3 juin 1972)
- Disque 9 : The Dark Side of the Moon (23 mars 1973)
- Disque 10 : Wish You Were Here (15 septembre 1975)
- Disque 11 : Animals (23 janvier 1977)
- Disques 12 et 13 : The Wall  (CD 1 et 2) (30 novembre 1979)
- Disque 14 : The Final Cut  (21 mars 1983)
- Disque 15 : A Momentary Lapse of Reason (7 septembre 1987)
- Disque 16 : The Division Bell (30 mars 1994)

| Classement (2011–2012)             | Meilleure position |
| ---------------------------------- | ------------------ |
| Allemagne (Media Control AG)       | 9                  |
| Autriche (Ö3 Austria Top 40)       | 61                 |
| Belgique (Flandre Ultratop)        | 39                 |
| Belgique (Wallonie Ultratop)       | 14                 |
| Espagne (Promusicae)               | 53                 |
| Finlande (Suomen virallinen lista) | 42                 |
| France (SNEP)                      | 55                 |
| Italie (FIMI)                      | 38                 |
| Pays-Bas (Mega Album Top 100)      | 57                 |
| Portugal (AFP)                     | 23                 |
| Suède (Sverigetopplistan)          | 43                 |
| Suisse (Schweizer Hitparade)       | 24                 |
| États-Unis (Billboard 200)         | 175                |

| Pays                 | Date              |
| -------------------- | ----------------- |
| Allemagne            | 23 septembre 2011 |
| Autriche             | 23 septembre 2011 |
| Danemark             | 23 septembre 2011 |
| Finlande             | 23 septembre 2011 |
| Norvège              | 23 septembre 2011 |
| Suède                | 23 septembre 2011 |
| Suisse               | 23 septembre 2011 |
| France               | 26 septembre 2011 |
| Pays-Bas             | 26 septembre 2011 |
| Royaume-Uni          | 26 septembre 2011 |
| Espagne              | 27 septembre 2011 |
| États-Unis           | 27 septembre 2011 |
| Italie               | 27 septembre 2011 |
| Japon                | 28 septembre 2011 |
| Chine (non-officiel) | 2012              |